# Tomosvaryella mesasiatica
Tomosvaryella mesasiatica är en tvåvingeart som beskrevs av Kuznetzov 1994. Tomosvaryella mesasiatica ingår i släktet Tomosvaryella och familjen ögonflugor.
Artens utbredningsområde är Uzbekistan. Inga underarter finns listade i Catalogue of Life.